# Cheilanthes malacitensis
Cheilanthes malacitensis là một loài dương xỉ trong họ Pteridaceae. Loài này được Rasbach & Reichst. mô tả khoa học đầu tiên.
Danh pháp khoa học của loài này chưa được làm sáng tỏ. 